# Tribu Menenia
Ne pas confondre avec la gens Menenia, gens romaine éponyme.
La tribu Menenia (en latin classique : Měnēnǐa) est l'une des trente-et-une tribus rustiques de la Rome antique.